# Conostegia monteleagreana
Conostegia monteleagreana är en tvåhjärtbladig växtart som beskrevs av Célestin Alfred Cogniaux. Conostegia monteleagreana ingår i släktet Conostegia och familjen Melastomataceae.
Artens utbredningsområde är Costa Rica. Inga underarter finns listade i Catalogue of Life.